# Мазево
Мазево́ (фр. Masevaux) — колишній муніципалітет у Франції, у регіоні Гранд-Ест, департамент Верхній Рейн. Населення — 3338 осіб (2011).
Муніципалітет був розташований на відстані близько 370 км на схід від Парижа, 110 км на південний захід від Страсбура, 45 км на південний захід від Кольмара.

## Історія
До 2015 року муніципалітет перебував у складі регіону Ельзас. Від 1 січня 2016 року належав до нового об'єднаного регіону Гранд-Ест.
1 січня 2016 року Мазево і Нідербрюк було об'єднано в новий муніципалітет Мазево-Нідербрюк.

## Демографія
Динаміка населення (INSEE ):
Розподіл населення за віком та статтю (2006):
| Стать | Всього | До 15 років | 15-24 | 25-44 | 45-64 | 65-85 | Понад 85 |
| --- | ------ | ----------- | ----- | ----- | ----- | ----- | -------- |
| Чоловіки | 1508   | 258         | 182   | 365   | 407   | 272   | 24       |
| Жінки | 1718   | 288         | 166   | 376   | 428   | 375   | 85       |
| \| Статево-вікова піраміда \| Статево-вікова піраміда \| Статево-вікова піраміда \| \| ----------------------- \| ----------------------- \| ----------------------- \| \| Чоловіки \| Вік \| Жінки \| \| 24 \| 85 + \| 85 \| \| 28 \| 80-84 \| 94 \| \| 61 \| 75-79 \| 65 \| \| 126 \| 70-74 \| 114 \| \| 57 \| 65-69 \| 102 \| \| 73 \| 60-64 \| 102 \| \| 89 \| 55-59 \| 105 \| \| 125 \| 50-54 \| 117 \| \| 120 \| 45-49 \| 104 \| \| 91 \| 40-44 \| 87 \| \| 103 \| 35-39 \| 122 \| \| 107 \| 30-34 \| 91 \| \| 64 \| 25-29 \| 76 \| \| 99 \| 20-24 \| 72 \| \| 83 \| 15-20 \| 94 \| \| 101 \| 10-14 \| 93 \| \| 86 \| 5-9 \| 101 \| \| 71 \| 0-4 \| 94 \| |        |             |       |       |       |       |          |
| Статево-вікова піраміда |        |             |       |       |       |       |          |
| Чоловіки | Вік    | Жінки       |       |       |       |       |          |
| 24 | 85 +   | 85          |       |       |       |       |          |
| 28 | 80-84  | 94          |       |       |       |       |          |
| 61 | 75-79  | 65          |       |       |       |       |          |
| 126 | 70-74  | 114         |       |       |       |       |          |
| 57 | 65-69  | 102         |       |       |       |       |          |
| 73 | 60-64  | 102         |       |       |       |       |          |
| 89 | 55-59  | 105         |       |       |       |       |          |
| 125 | 50-54  | 117         |       |       |       |       |          |
| 120 | 45-49  | 104         |       |       |       |       |          |
| 91 | 40-44  | 87          |       |       |       |       |          |
| 103 | 35-39  | 122         |       |       |       |       |          |
| 107 | 30-34  | 91          |       |       |       |       |          |
| 64 | 25-29  | 76          |       |       |       |       |          |
| 99 | 20-24  | 72          |       |       |       |       |          |
| 83 | 15-20  | 94          |       |       |       |       |          |
| 101 | 10-14  | 93          |       |       |       |       |          |
| 86 | 5-9    | 101         |       |       |       |       |          |
| 71 | 0-4    | 94          |       |       |       |       |          |

## Економіка
2010 року серед 2029 осіб працездатного віку (15—64 років) 1528 були активними, 501 — неактивною (показник активності 75,3%, у 1999 році було 70,3%). З 1528 активних мешканців працювало 1370 осіб (742 чоловіки та 628 жінок), безробітними було 158 (83 чоловіки та 75 жінок). Серед 501 неактивної 145 осіб було учнями чи студентами, 197 — пенсіонерами, 159 були неактивними з інших причин.

У 2010 році в муніципалітеті числилось 1441 оподатковане домогосподарство, у яких проживали 3185,0 особи, медіана доходів виносила 18 553 євро на одного особоспоживача